# Федорко Микола Миколайович
Микола Миколайович Федорко (3 лютого 1970, Бахмач, Чернігівська область, Українська РСР, СРСР) - радянський і український футболіст, півзахисник. Пізніше - тренер. Провів понад двісті матчів у Першій лізі України.

## Кар'єра футболіста
Почав кар'єру футболіста в 1987 році в сімнадцятирічному віці в чернігівській «Десні» (Друга ліга СРСР), за яку провів три гри. Наступний рік відіграв у складі білоцерківського «Динамо». Під час проходження служби в армії грав у київському СКА. У 1991 році приєднався до сєверодонецького «Хіміка», який виступав у другій нижчій лізі СРСР, а після в Першій лізі України. Кінцівку сезону 1992/93 знову провів в таборі «Десни».
Влітку 1993 року перейшов в хмельницьке «Поділля». Згодом Федорко став капітаном команди. У сезоні 1995/96 став кращим бомбардиром «Поділля» у Першій лізі України з 15 забитими голами. За результативність Федерація футболу України включила Миколу в п'ятірку кращих гравців турніру. В кінці 1996 року він був на перегляді в київському ЦСКА з Вищої ліги України і також йому пропонували трансфер в самарський «Крила Рад» з чемпіонату Росії. У самарський клуб Микола не перейшов через ціни трансферу.
Взимку 1998 року став гравцем «Поліграфтехніки» з Олександрії, яка також грала в Першій лізі. Дебютував у футболці «поліграфів»27 березня 1998 року в переможному (2:0) домашньому поєдинку 23-о туру проти луганської «Зорі». Микола вийшов на поле на 65-й хвилині, замінивши Вадима Чернишенка. Дебютним голом у складі олександрійців відзначивс 7 квітня 1998 року на 64-й хвилині програного (1:2) виїзного поєдинку 26-о туру перщої ліги проти київського ЦСКА. Федорко вийшов на поле в стартовому складі та відіграв увесь матч. Загалом у складі «Поліграфтехніки» в першій лізі зіграв 40 матчів та відзначився 4-а голами, ще 2 поєдинки провів у кубку України.
У сезоні 1999/00 повернувся в «Поділля» і разом з командою став срібним призером другої ліги. Наступний сезон провів в «Красиліві» з Хмельницької області. «Красилів» завоював бронзові нагороди другої ліги 2000/01. У 2001 році грав за сумський клуб «Фрунзенець-Ліга-99». Протягом 2002 року виступав в Чемпіонаті України з футболу серед аматорів за «Лисоня» із Бережан і «Європу» з Прилук. У другій половині сезону 2002/03 був гравцем «Поділля» і разом з командою став бронзовим призером другої ліг.
Пізніше Федорко грав за різні аматорські клуби: «Авіаносець» (Чортків), «Іскра-Поділля» (Теофіполь), «Зоря» (Хоростків) і хмельницькі «Проскурів» і «Конфермат».

## Тренерська кар'єра
Влітку 2008 року увійшов до тренерського штабу «Кримтеплиці» з Молодіжного, яку очолював Михайло Сачко. У жовтні 2009 року - після відставки Геннадія Морозова, був виконуючим обов'язки головного тренера. Федорко також очолював фарм-клуб "Кримтеплиці» «Спартпак». Також паралельно він грав за сімферопольські аматорські клуби ІТВ і КСГІ. У квітні 2011 року він знову став виконуючим обов'язки головного тренера «Кримтеплиці». За підсумками сезону 2010/11 клуб зайняв четверте місце в Першій лізі. Влітку 2011 року став головним тренером команди. У лютому 2012 року разом з командою став переможцем Кубка Кримтеплиці. При Федорко його підопічний - захисник Артур Новотрясов, став гравцем основного складу, а пізніше виступав за команди Прем'єр-ліги України. У лютому 2012 року Микола Федорко покинув клуб.
З 2012 року по 2013  був тренером в хмельницькому «Динамо». У 2014 році очолив хмельницьке «Поділля», яке виступало в аматорському чемпіонаті України. У 2015 році як гравець брав участь у поєдинках «Поділля». Влітку 2015 року він залишив клуб.

## Досягнення
«Поділля»
- Друга ліга чемпіонату України
  -  Срібний призер (1): 1999/00
  -  Бронзовий призер (1): 2002/03

«Красилів»
- Друга ліга чемпіонату України
  -  Бронзовий призер (1): 2000/01

## Статистика
| Сезон   | Клуб                               | Ліга                                    | Чемпіонат | Чемпіонат | Кубок | Кубок |
| Сезон   | Клуб                               | Ліга                                    | Ігри      | Голи      | Ігри  | Голи  |
| ------- | ---------------------------------- | --------------------------------------- | --------- | --------- | ----- | ----- |
| 1987    | Десна                              | Друга ліга СРСР                         | 3         | 0         |       |       |
| 1988    | Динамо (Біла Церква)               | Друга ліга СРСР                         | 12        | 2         |       |       |
| 1991    | Хімік (Сєвєродонецьк)              | Друга нижча ліга СССР                   | 48        | 8         |       |       |
| 1992    | Хімік (Сєвєродонецьк)              | Перша ліга України                      | 21        | 2         | 1     | 0     |
| 1992/93 | Хімік (Сєвєродонецьк)              | Перша ліга України                      | 21        | 5         | 6     | 1     |
| 1992/93 | Десна                              | Перша ліга України                      | 14        | 4         |       |       |
| 1993/94 | Норд-АМ-ЛТД-Поділля (Хмельницький) | Перша ліга України                      | 38        | 6         | 1     | 0     |
| 1994/95 | Поділля (Хмельницький)             | Перша ліга України                      | 34        | 3         | 2     | 0     |
| 1995/96 | Поділля (Хмельницький)             | Перша ліга України                      | 42        | 15        | 3     | 1     |
| 1996/97 | Поділля (Хмельницький)             | Перша ліга України                      | 23        | 5         |       |       |
| 1997/98 | Поділля (Хмельницький)             | Чемпіонат України з футболу: друга ліга | 17        | 3         | 2     | 0     |
| 1997/98 | Поліграфтехніка                    | Чемпіонат України з футболу: перша ліга | 21        | 4         |       |       |
| 1998/99 | Поліграфтехніка                    | Чемпіонат України з футболу: перша ліга | 19        | 0         | 2     | 0     |
| 1999/00 | Поділля (Хмельницький)             | Чемпіонат України з футболу: друга ліга | 26        | 2         | 7     | 2     |
| 2000/01 | Красилів                           | Чемпіонат України з футболу: друга ліга | 18        | 0         | 1     | 0     |
| 2001/02 | Фрунзенець-Ліга-99                 | Чемпіонат України з футболу: друга ліга | 16        | 0         |       |       |
| 2002/03 | Поділля (Хмельницький)             | Чемпіонат України з футболу: друга ліга | 7         | 1         |       |       |

Джерела:
- Статистика — Профіль футболіста на сайті FootballFacts.ru (рос.)